# Jällby socken
Jällby socken i Västergötland ingick i Gäsene härad, ingår sedan 1974 i Herrljunga kommun och motsvarar från 2016 Jällby distrikt.
Socknens areal är 14,23 kvadratkilometer varav 14,22 land. År 2000 fanns här 79 invånare. Kyrkbyn Jällby med sockenkyrkan Jällby kyrka ligger i socknen.

## Administrativ historik
Socknen har medeltida ursprung. 
Vid kommunreformen 1862 övergick socknens ansvar för de kyrkliga frågorna till Jällby församling och för de borgerliga frågorna bildades Jällby landskommun. Landskommunen uppgick 1952 i Gäsene landskommun som 1974 uppgick i Herrljunga kommun. Församlingen uppgick 2010 i Hudene församling.
1 januari 2016 inrättades distriktet Jällby, med samma omfattning som församlingen hade 1999/2000. 
Socknen har tillhört län, fögderier, tingslag och domsagor enligt vad som beskrivs i artikeln Gäsene härad.

## Geografi
Jällby socken ligger söder om Herrljunga. Socknen är en skogs- och mossbygd och var tidigare en del av Svältorna.

## Byar och hemman
Jällby socken består historiskt av följande byar och enstaka hemman. När en by har flera hemman anges också hemmansnumren.
- Fägred, enstaka hemman.
- Jällby, socknens kyrkby med sex hemman (1 Nordgården, 2 Södergården, 3 Östergården, 4 Hulegården, 5 Stommen och 7 Skattegården) samt en åker (6).
- Kampelycke (eller Backgården), enstaka hemman, hörde ursprungligen till Jällby by.
- Kärrtorp, enstaka hemman.
- Stengårdsslätt, by med två hemman (1 Östergården och 2 Västergården).
- Törestorp, enstaka hemman.

## Fornlämningar
En hällkista finns från stenåldern. Från järnåldern finns gravar.

## Befolkningsutveckling
Befolkningen ökade från 153 1810 till 252 1870 varefter den minskade stadigt till 68 1990.

## Namnet
Namnet skrevs 1347 Jädarby och kommer från kyrkbyn. Efterleden är by, 'gård; by'. Förleden innehåller iädhur, 'kant, rand' syftande på byns placering vid kanten av en mosse.
Namnet skrevs före 23 september 1910 även Hjällby socken och Gällby socken.